# Demon Copperhead
Demon Copperhead è un romanzo del 2022 della scrittrice statunitense Barbara Kingsolver.
Il romanzo, una rilettura di David Copperfield ambientata nella Virginia contemporanea, ha vinto il Premio Pulitzer per la narrativa e il Women's Prize for Fiction nel 2023.

## Trama
Damon Fields nasce da una madre adolescente single in una casa mobile nella contea di Lee, nelle Montagne Appalachi della Virginia. Ha i capelli rossi, ereditati dal padre defunto, che era un Melungeon. Gli viene dato il soprannome di “Demon Copperhead” per il colore dei capelli e per il suo atteggiamento (il copperhead è una specie di serpente). Demon trascorre gran parte del suo tempo con i vicini, il signor e la signora Peggot, che stanno crescendo il loro nipote, Matt Peggot (soprannominato Maggot). Maggot e Demon hanno la stessa età e diventano migliori amici.
Quando Demon frequenta la scuola elementare, sua madre inizia una relazione con un camionista di nome Stoner. Durante l’estate, i Peggot portano Demon in viaggio a Knoxville, dove incontra la zia di Maggot, June, e sua cugina Emmy. Al suo ritorno, scopre che sua madre ha sposato Stoner, dopodiché il comportamento di quest’ultimo diventa abusivo. La madre ricade nella sua precedente dipendenza da droghe e subisce un’overdose. Stoner paga per farla mandare in riabilitazione, mentre l’agente del DSS di Demon lo colloca in una famiglia affidataria a breve termine.
La sua famiglia affidataria si trova a Creaky Farms, gestita dal signor Crickson, che accoglie anche altri tre giovani, tra cui Fast Forward, il quarterback della squadra di football della Lee High School, i Generals. Le condizioni di vita sono miserabili. Crickson è un uomo severo e costringe i ragazzi affidatari ad aiutare nei lavori agricoli, compresa la raccolta del tabacco. Fast Forward esercita una notevole influenza sugli altri ragazzi affidatari, introducendoli all’uso di sostanze stupefacenti.
La madre di Demon subisce nuovamente un’overdose, questa volta dovuta all’oxycontin, e muore. Demon lascia Creaky Farms e trascorre il Natale con i Peggot, partecipando insieme a loro a un altro viaggio a Knoxville. June ha deciso di trasferirsi nuovamente nella contea di Lee, a causa dei colleghi che la deridono per essere una “redneck”.
Dopo un secondo insuccesso con la famiglia affidataria, Demon decide di fare l’autostop fino a Murder Valley, nel Tennessee, per cercare sua nonna paterna. Lungo il tragitto incontra un predicatore, gli viene derubato il denaro da una prostituta e passa la notte in una stalla. Alla fine, raggiunge sua nonna, Betsy Woodall, una vecchia donna tosta che vive insieme al fratello disabile Dick. Betsy contatta il Coach dei Lee High Generals, il quale accoglie Demon. Quest’ultimo si trasferisce nella villa del Coach, dove conosce la figlia Angus e un giovane di nome U-Haul che assiste il Coach. Pur lottando con l’alcolismo, il Coach riconosce il potenziale di Demon come giocatore di football, iniziando ad allenarlo per farlo diventare un tight end, e così Demon entra a far parte della squadra dei Generals.
Demon apprende la storia delle Montagne Appalachi e dei minatori del carbone dall’insegnante, il signor Armstrong. Trova lavoro in un negozio di forniture per aziende agricole e incontra Dori, una ragazza della sua età, di cui si innamora. La madre di Dori è morta e lei ha abbandonato la scuola per prendersi cura del padre malato. Durante una partita di football, Demon viene placcato e si ferisce gravemente al ginocchio; il medico della squadra lo mette in cura con l’oxycontin, e nonostante gli avvertimenti di June, Demon si dipende rapidamente. Dopo un ballo scolastico, Dori gli dà del fentanyl rubato a suo padre.
Il padre di Dori muore e lei crolla emotivamente. Demon abbandona la scuola e va a vivere con Dori. Durante questo periodo, Emmy scappa insieme a Fast Forward; dopo mesi di ricerche, June trova Emmy e la salva con l’aiuto di Demon e del suo fratello, inviandola poi in un costoso centro di riabilitazione. Angus chiama Demon dopo che U-Haul ha tentato di aggredirla sessualmente; lei ha infatti scoperto che U-Haul stava incastrando il Coach per appropriazione indebita. Angus e Demon scacciano U-Haul. Alla fine, lo scandalo viene alla luce, ma la reputazione del Coach e l’intervento di Angus permettono di limitare i danni.
Dori diventa sempre più distaccata, insicura e magra. Afferma di essere incinta, ma poco dopo sembra avere un aborto spontaneo. Infine, Dori va in overdose e muore. Demon si trasferisce a vivere con Maggot. In un giorno di pioggia, Demon e Maggot vengono invitati a recarsi a una cascata chiamata "La vasca del diavolo" per incontrare Fast Forward. Il confronto che ne segue porta alla morte sia del cugino dei Peggot, Hammer Kelly, che di Fast Forward. Maggot viene mandato al riformatorio per aver fornito droga ad Hammer prima dell’incidente. June finanzia il soggiorno di Demon in un centro di riabilitazione a Knoxville. Qui, Demon riprende a disegnare e decide di realizzare un graphic novel sulla storia del popolo appalachiano, mantenendo i contatti con Angus, ora studentessa universitaria a Nashville, per la quale sviluppa dei sentimenti.
Tre anni e mezzo dopo, Demon ritorna nella contea di Lee. Lui e Angus si ritrovano e partono insieme in auto verso l’oceano, così che Demon possa finalmente vederlo. Demon si rende conto che anche Angus ha dei sentimenti per lui.

## Edizioni
- Demon Copperhead, collana Bloom, traduzione di Laura Prandino, Neri Pozza, 2023, ISBN 978-88-545-2843-7.